# El Bour
El Bour é uma vila na comuna de N'Goussa, no distrito de N'Goussa, província de Ouargla, Argélia. A vila está localizada 4 quilômetros (2,5 milhas) a nordeste de N'Goussa e 23 quilômetros (14 milhas) ao norte da capital provincial Ouargla.